# Sean O’Bryan
Sean Michael O’Bryan (* 10. September 1963 in Louisville, Kentucky) ist ein US-amerikanischer Schauspieler.

## Leben
In Kentucky aufgewachsen, zog Sean O’Bryan in den 1990er Jahren nach Los Angeles, um seine Schauspielkarriere zu verfolgen.
Sein Schauspieldebüt gab O’Bryan im Jahre 1991 mit einer Gastrolle in der MacGyver-Episode The 'Hood. Nach Auftritten in den Serien Zurück in die Vergangenheit und Ausgerechnet Alaska, erschien er in den Filmen Chaplin (1992) und 4 himmlische Freunde (1993). Es folgten Gastrollen in Beverly Hills, 90210, Eine schrecklich nette Familie und Picket Fences – Tatort Gartenzaun sowie im Film Schneesturm im Paradies, bevor er 1995 seine erste Hauptrolle in der Serie Pig Sty neben Brian McNamara zu sehen war. In den Jahren 1992 bis 1995 verkörperte er drei verschiedene Charaktere in Mord ist ihr Hobby.
Nachdem er in zahlreichen Serien weitere Auftritte absolviert hatte, war er von 1998 bis 1999 in einer der Hauptrollen in der Serie Brother’s Keeper zu sehen. O’Bryan war außerdem 2001 im Film Plötzlich Prinzessin und 2004 in dessen Fortsetzung als Englischlehrer Mr. O'Connell neben den Schauspielerinnen Anne Hathaway und Julie Andrews mit von der Partie. 2002 war er in Lügen haben kurze Beine und 2003 in zehn Folgen der Serie Abby zu sehen. Im Jahr 2008 folgte die Rolle des Cavic in 8 Blickwinkel und die des Ted in Der Ja-Sager. Eine weitere Hauptrolle hatte O’Bryan im Jahr 2010 in der NBC-Serie Persons Unknown inne. Zwischen 2011 und 2018 spielte er in 21 Folgen der Sitcom The Middle die wiederkehrende Nebenrolle des Nachbarn Ron Donahue.
Seit 1995 ist er mit Samantha Follows, der Schwester von Megan Follows, verheiratet. Das Paar hat zwei Töchter.

## Filmografie (Auswahl)

### Kino
- 1992: Chaplin
- 1993: 4 himmlische Freunde (Heart and Souls)
- 1994: Insel der geheimen Wünsche (Exit to Eden)
- 1994: Schneesturm im Paradies (Trapped in Paradise)
- 1995: Eine unheimliche Familie zum Schreien (Here Come the Munsters)
- 1997: Tango gefällig? (Out to Sea)
- 1998: Eine wüste Bescherung (I’ll Be Home for Christmas)
- 2001: Plötzlich Prinzessin (The Princess Diaries)
- 2002: Lügen haben kurze Beine (Big Fat Liar)
- 2004: Plötzlich Prinzessin 2 (The Princess Diaries 2: Royal Engagement)
- 2006: Blendende Weihnachten (Deck the Halls)
- 2008: 8 Blickwinkel (Vantage Point)
- 2008: Der Ja-Sager (Yes Man)
- 2009: KikeriPete (Hatching Pete)
- 2013: Olympus Has Fallen – Die Welt in Gefahr (Olympus Has Fallen)
- 2016: London Has Fallen
- 2016: Get a Job
- 2016: Mother’s Day – Liebe ist kein Kinderspiel (Mother’s Day)
- 2017: Beatriz at Dinner
- 2018: Searching
- 2018: Rust Creek
- 2019: Golden Boy

### Fernsehen
- 1991: MacGyver (Folge 7x02)
- 1992: Zurück in die Vergangenheit (Quantum Leap, Folge 4x12)
- 1992: Ausgerechnet Alaska (Northern Exposure, Folge 3x18)
- 1992–1995: Mord ist ihr Hobby (Murder, She Wrote, 3 Folgen)
- 1991: Prinz Eisenherz (The Legende of Prince Valiant, Stimme, 1 Folge)
- 1993: Beverly Hills, 90210 (Folge 4x04)
- 1993: Eine schrecklich nette Familie (Married with Children, Folge 8x06)
- 1993: Picket Fences – Tatort Gartenzaun (Picket Fences, Folge 2x02)
- 1995: Pig Sty (13 Folgen)
- 1996: Roseanne (Folge 8x19)
- 1996: Pretender (The Pretender, Folge 1x05)
- 1997: Dark Skies – Tödliche Bedrohung (Dark Skies, Folge 1x11)
- 1997: Ein Hauch von Himmel (Touched by an Angel, Folge 3x23)
- 1997: Chicago Hope – Endstation Hoffnung (Chicago Hope, Folge 4x08)
- 1998: Ein Trio zum Anbeißen (Two Guys, a Girl and a Pizza Place, Folge 1x03)
- 1998–1999: Brother’s Keeper (23 Folgen)
- 2000: King of Queens (The King of Queens, Folge 2x18)
- 2000: Frauenpower (Family Law, Folge 2x02)
- 2000: Diagnose: Mord (Diagnosis Murder, Folge 8x02)
- 2001: Providence (Folge 3x17)
- 2001: Roswell (Folge 3x09)
- 2002: Keine Gnade für Dad (Grounded for Life, Folge 2x16)
- 2003: Abby (10 Folgen)
- 2003: JAG – Im Auftrag der Ehre (JAG, Folge 9x04)
- 2004: Crossing Jordan – Pathologin mit Profil (Crossing Jordan, Folge 4x02)
- 2004: Navy CIS (NCIS, Folge 2x06)
- 2005: Six Feet Under – Gestorben wird immer (Six Feet Under, 3 Folgen)
- 2006: Without a Trace – Spurlos verschwunden (Without a Trace, Folge 5x03)
- 2007: Criminal Minds (Folge 2x19)
- 2007: Private Practice (Folge 1x02)
- 2008: Cold Case – Kein Opfer ist je vergessen (Cold Case, Folge 6x01)
- 2009: FlashForward (Folge 1x04)
- 2009: Lie to Me (Folge 2x04)
- 2009: Ghost Whisperer – Stimmen aus dem Jenseits (Folge 5x09)
- 2010: Persons Unknown (13 Folgen)
- 2010: Dexter (2 Folgen)
- 2011: CSI: Vegas (CSI: Crime Scene Investigation, Folge 11x14)
- 2011: Bones – Die Knochenjägerin (Bones, Folge 6x21)
- 2011: Melissa & Joey (Folge 1x23)
- 2011: Hot in Cleveland (Folge 3x05)
- 2011–2018: The Middle (21 Folgen)
- 2012: Leverage (Folge 5x03)
- 2012: Meine Schwester Charlie (Good Luck Charlie, 2 Folgen)
- 2014: The Mentalist (Fernsehserie, Folge 6x14)
- 2014: Hotel mit Herz (Sweet Surrender, Fernsehfilm)
- 2014: Glee (Fernsehserie, Folge 5x19)
- 2016: Marvel’s Agent Carter (Fernsehserie, Folge 2x01)
- 2016: Murder in the First (3 Folgen)
- 2018: Navy CIS: L.A. (Fernsehserie, Folge 9x12)
- 2018: Superstore (Fernsehserie, Folge 4x08)
- 2020: Shameless: Nicht ganz nüchtern (Shameless, 2 Folgen)